# Cine en Canarias
El cine en Canarias se inaugura con la primera grabación en las islas, realizada por un operario de los hermanos Lumière en 1896.
Muchas productoras nacionales e internacionales han venido a las islas a rodar por su clima y sus paisajes, y en los últimos años el número de producciones ha aumentado gracias a las políticas fiscales que benefician a los rodajes en las islas. También Canarias cuenta su propio cine, con autores que emergen en los años 1970 gracias al cine amateur.

## Producciones internacionales y nacionales

##### Primeros años
La primera grabación de la que se tiene constancia en Canarias es del año 1896. La cinta, “Mujeres isleñas de Tenerife abasteciendo de carbón a la escuadra”, fue rodada por un operario de los Hermanos Lumière en una escala que hizo en Tenerife cuando viajaba a América. Las imágenes muestran una escena cotidiana de un grupo de mujeres abasteciendo de carbón los barcos en el puerto de Santa Cruz de Tenerife. Las imágenes fueron presentadas en una exposición del cinematógrafo en Ciudad de México junto con más piezas grabadas por zonas de España. En 1909, operadores de la productora francesa Gaumont graban con una cámara de manivela distintas imágenes de las islas, destacando la erupción del volcán Chinyero en Tenerife y distintas panorámicas Gran Canaria, mostrando lugares como el Puerto de la Luz de Las Palmas de Gran Canaria.
Durante los primeros años del cine, el género más explotado en Canarias es el documental, que fue cubierto principalmente por Noticiarios y Documentales Cinematográficos
En los años 1930 la producción cinematográfica se dilata en el archipiélago. La productora alemana Universum Film AG, tras rodar en Canarias desde los años 1920 varios documentales, decide rodar en Tenerife el largometraje "Si algún día das tu corazón" en 1929. A partir de aquí rodará varios largometrajes, entre los que destacan “La llamada de la patria” de 1934 o “La Habanera” de Douglas Sirk, protagonizada por la actriz Zarah Leander, musa del nazismo, y que se convertirá en la última de su director antes de exiliarse a los Estados Unidos. La UFA aprovechaba las islas para rodar en exteriores y simular escenarios exóticos. También la FOX vino a las islas en 1933 para rodar el documental “Islas Venturosas”, donde recogen imágenes del Corpus Christis, y en 1935 el director Richard Leacock, uno de los pioneros del Cinéma Verité, rodó su primer documental, “Canary Banana”, con 14 años. La llegada de estas producciones fue celebrada por la prensa local, que hacía un seguimiento del paso de las productoras y las estrellas de cine en las islas y ya destacaba la capacidad de las islas para ser escenario de películas gracias a su clima y paisaje.

##### Años 50 y 60
En los 50 vuelven a llegar varias producciones internacionales a las islas, siendo la principal “Moby-Dick” de 1956, dirigida por John Huston y protagonizada por Gregory Peck. El numeroso equipo de la película llegó a Gran Canaria a finales de 1954 tras tener dificultades para rodar la secuencia final de la película, buscando en la isla un clima estable que le permitiese rodar la secuencia final de la película en el mar y conociendo que la isla disponía de una de las mejores infraestructuras portuarias del atlántico. La maqueta de la ballena fue construida por personal canario y la producción contó con la colaboración de isleños como extras o ayudantes técnicos. En 1956 se rueda “Tirma”, una coproducción hispano-italiana protagonizada por Marcello Mastroianni. En esta producción destacó la implicación de los vecinos de la isla, que participaron como extras en la película.
El impulso de estas dos producciones motivó que entre los años 1960 y 1970 se rodaran 20 producciones nacionales e internacionales. Las más destacadas son la película británica “Hace un millón de años” de 1966, protagonizada por la actriz Raquel Welch, la cual vistió un escueto bikini de piel de cabra, imagen que la consagraría como un icono de los 60 y le valdría el apodo de “el cuerpo”, producciones nacionales como “Acompáñame” protagonizada por Rocío Dúrcal o la película musical “Wonderful Life” protagonizada por Cliff Richard.

##### 2009-2016
Las ayudas autonómicas impulsaron los rodajes en canarias a principios del siglo XX. Sin embargo, la aplicación de una legislación por parte del gobierno español en 2007 que ofrecía incentivos fiscales del 18% a quien rodara en suelo español benefició especialmente a Canarias, que debido al Régimen Económico y Fiscal de Canarias aumentaba este incentivo en 20 puntos.
El 9 de mayo de 2009 el Parlamento de Canarias declaró en su boletín oficial al sector audiovisual canario como sector estratégico. Ese mismo mes comienza el rodaje de “Furia de titánes”, utilizando escenarios de las islas de Tenerife (mayoritariamente), Gran Canaria, Lanzarote y La Gomera y que reportó sólo en Tenerife 2,3 millones de euros de beneficio, según la Tenerife Film Commission. Al año siguiente se rodaría la secuela de la misma, “Ira de titánes”, en las islas.

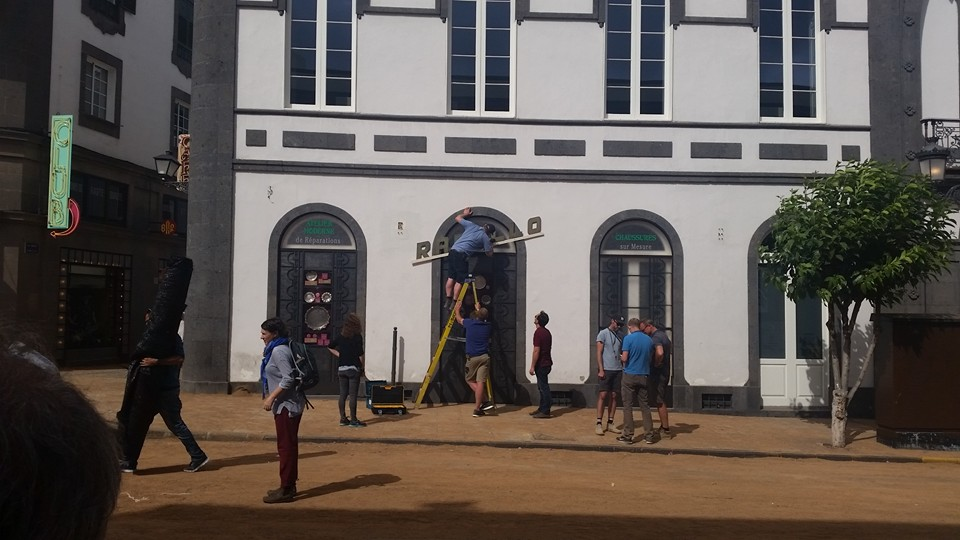
La ciudad de Las Palmas de Gran Canarias se transformó en Marruecos para el rodaje de "Aliados" en 2016.

En el año 2012 se rodaría entre las islas de Tenerife y Gran Canaria “Fast & Furious 6”, protagonizada por Vin Diesel, Dwayne Johnson y Paul Walker. La producción contó con un equipo de 400 personas y que trajo un beneficio para las islas de 8 millones de euros. En los años posteriores se rodaron películas como “Exodus” de Ridley Scott, “En el corazón del mar” de Ron Howard, o “Jason Bourne” protagonizada por Matt Damon. La producción más destacada hasta la fecha es “Aliados”, dirigida por Robert Zemeckis y protagonizada por Brad Pitt y Marion Cotillard, que se calcula que pudo tener un beneficio económico de 20 millones de euros y que generó beneficio a 70 empresas locales y 150 profesionales del sector.
Los equipos de estas producciones suelen rondar entre las 500 personas y el impacto con las empresas locales es directo; el rodaje de "Fast & Furious 6" benefició 259 empresas.
Además, el marco económico fiscal que Canarias ofrece ha traído el rodaje de numerosas producciones nacionales como es el caso de “Nadie quiere la noche” de Isabel Coixet, “Ma ma” de Julio Medem,“El niño” o “Palmeras en la nieve”, la mayor producción cinematográfica de España. La productora Tornasol films abrió una productora en la isla de Tenerife con el fin de crear tejido industrial cinematográfico en la isla.
Entre el año 2012 y 2016 el archipiélago ha acogido un total de 58 producciones nacionales e internacionales, generándose un beneficio de 130 millones de euros, y muchos canarios que han colaborado en las producciones han conseguido contratos con sus productoras.

## Producciones canarias

##### Primeros años
El cine llegó a las islas de la mano de Miguel Brito en el año 1898, quien realizó el 13 de abril de ese año las primeras proyecciones. Los primeros rodajes canarios de los que se tienen constancia son de imágenes de lucha canaria y la procesión del corpus christis en 1906 realizadas por Francisco González Padrón, considerado el primer director canario.
Con el lanzamiento en el año 1922 del primer proyector de cine casero de la marca Pathé y en el año 1923 de la primera Baby Camera, que permitía filmar películas caseras en formato de 9,5mm en blanco y negro, reproducibles en el proyector tras su revelado, algunas familias canarias se hicieron con un equipo. Destaca la figura de Nieves Lugo, primera cineasta canaria que realizó varias grabaciones amateurs con su cámara Pathé Baby, siendo la más destacada su primer reportaje en 1933 sobre el Corpus Christis, en el que graba a cámaras de la Fox cubriendo ese mismo evento. Nieves Lugo grabó escenas de bailes típicos, paisajes, partidos de tenis o escenas del campo en Tenerife y La Palma, y en 1954 dirigió el cortometraje “La sortija encantada”.

José González Rivero, fundador de Rivero flims y codirector de "El ladrón de los guantes blancos"

La primera productora canaria es Rivero Films, con sede en la ciudad de San Cristóbal de La Laguna en Tenerife. Su dueño, José González Rivero, regentaba el teatro Leal de La Laguna, y con sus ahorros se compró una cámara profesional con la que grabó en 1916 un documental sobre la Semana Santa de la ciudad. A lo largo de los años Rivero grabó hasta 20 piezas de carácter documental, y junto a Romualdo García de Paredes dirigirá la primera película de ficción conservada parcialmente, “El ladrón de los guantes blancos” de 1926. Esta película, rodada en distintas partes de la isla de Tenerife, destaca por ser la primera película rodada por directores y actores canarios y por las condiciones artesanales de la producción; debido a la falta de medios, la película se tuvo que rodar íntegramente con luz natural tanto en exteriores como en interiores y el revelado y montaje de la película, así como el teñido de algunos planos, fue realizado por el mismo González Rivero en su casa.
El mismo año que se rueda “El ladrón de los guantes blancos” se funda la segunda productora canaria, Gran Canaria Films, por Francisco González González en Gran Canaria. Esta productora destaca por rodar la primera película de ficción con una historia de temática canaria, “La hija del Mestre” (1928) de Carlos Luis Monzón.
La llegada del cine sonoro y la precariedad del franquismo hace que los cineastas canarios desaparezcan en la década de los 30 al no poder hacer frente a los gastos que conlleva hacer cine. Desde los años 1930 hasta finales de los años 1960 el cine que se hace en las islas es el de producciones internacionales y nacionales que vienen a rodar al archipiélago.

##### Años 1970, 1980 y 1990
A finales de los años 1960 comienzan a surgir cineastas independientes que empiezan a mostrar sus obras amateurs en festivales regionales y nacionales como Abesindo Beltrán García o Jorge Lozano Van de Walle. En los años 1970, la aparición de cámaras domésticas como la super 8 hace que el cine amateur llegue su máximo apogeo en Canarias, creándose un círculo de cineastas aficionados que rueda sus piezas, las exhiben en distintos puntos de la isla y comparten opiniones sobre estas. Algunos de los directores más importantes son Manuel Tauroni o los hermanos Santiago Ríos y Teodoro Ríos, que fundan la Agrupación Tinerfeña de Cine Amateur, vinculada como sección de cine al Círculo de Bellas Artes de Santa Cruz de Tenerife y que busca la difusión de las obras rodadas en las islas a través de la fundación de la Filmoteca Canaria. En los años 1980 muchos de estos nuevos cineastas desaparecieron, pero unos pocos siguieron haciendo cine.
A finales de 1979 se fundó el colectivo Yaiza Borges, cuya finalidad era rodar y distribuir sus propias películas así como enseñar cine y tener su propia sala de cine en la que proyectaban películas con poca cabida en el cine comercial. Las películas que se hicieron contaron con la participación de figuras relevantes en el cine canario, como el operador de cámara de su primera película, “Anabel (Off-side), Juan A. Castaño, o el director Josep Vilageliu. Sus largometrajes y mediometrajes apostaban por la innovación y buscaban salir de la narración clásica. Finalmente el colectivo se disolvió por falta de financiación para sus proyectos y la poca rentabilidad de su sala de cine en el año 1986.
A finales de los 90 el cine de autores canarios vive su mayor nivel de producción, motivado por el aumento de ayudas del gobierno local y la llegada del cine digital, que abarata los costes de las producciones. Aunque todavía irregular, el número de largometrajes dirigidos por canarios crece con título como "Mambí" de los Hermanos Ríos, el último trabajo de Fernando H. Guzmán en 1996, titulado "En algún lugar del viento" o la adaptación de la novela de Rafael Arozanera "Mararía", destacando producciones con y el cortometraje canario se consolida con tres cortometrajes, producidos por la productora La Mirada, que cosechan éxito en festivales; “Esposados”, dirigido por Juan Carlos Fresnadillo y que destacó por ser la primera nominación española a en los Oscar en la categoría de Mejor Cortometraje de ficción, “La raya” de Ángel Koppel o “La ruleta” de Roberto Santiago

##### SigloXXI
Un punto de inflexión en la historia del cine de Canarias lo protagonizó la película-documental “Amaro Pargo: entre la leyenda y la historia” (2017), pues fue la primera película en la historia del cine canario exhibida en todas las islas y estrenada en cinco de ellas.

## Principales atractivos
A lo largo de los años muchos han sido los motivos que han atraído el desarrollado producciones nacionales e internacionales en el territorio canario. El clima y el paisaje de las islas, sumado a los recientes apoyos fiscales a rodajes que se lleven a cabo en territorio insular han sido determinantes para que muchas producciones vengan a Canarias.

##### Clima y paisaje
Las Islas Canarias cuentan con más de 3000 horas de luz al año, lo que aporta una calidad lumínica óptima. A su vez, Canarias tiene un clima estable que ronda los 22 grados centígrados, fruto de su situación geográfica y de la influencia de los vientos dominantes, los alisios, que suavizan las temperaturas. Sin embargo cabe destacar que también existen escenarios de microclimas, como en el caso de Tenerife, en el que se diferencian la zona sur, más seca y cálida, y la zona norte, más húmeda y de temperaturas más suaves.
La variedad de escenarios es también uno de los principales atractivos y el contraste de temperaturas ofrece variedad de paisajes áridos y desérticos y entornos rurales de gran vegetación, lo que hace de las islas un escenario versátil para recrear todo tipo de localizaciones.

##### Incentivos fiscales
Las islas canarias cuentan con el sistema de incentivos fiscales para la producción cinematográfica y audiovisual más potente de toda Europa, razón de peso para que muchas producciones vengan a canarias a rodar por el bajo coste que este les reporta. A través del Régimen Económico y Fiscal de Canarias, las islas cuentan con un marco jurídico-fiscal propio que facilita las producciones cinematográficas mediante las siguientes medidas fiscales.
Los productores y/o empresas de servicio de la producción con residencia fiscal en Canarias que se encarguen de la ejecución de una producción extranjera podrán percibir una deducción directa del 40% con un límite máximo de deducción de 4,5 millones de euros en gastos de equipo personal creativo (siempre que este forma parte de la Unión Europea) y gastos derivados de la utilización de industrias técnicas o derivados. Además, las producciones nacionales que se desarrollen en las islas y tengan el certificado de obra, podrán aplicar un 45% de deducción en el primer millón de gastos y un 40% en los siguientes en gastos de producción, distribución y promoción siempre que la mitad de los gastos se hagan en el territorio español.
Siempre que se cuente con reconocimiento previo de la Agencia Tributaria Canaria, se aplicará el Impuesto General Indirecto Canario al tipo de gravamen cero en los servicios de producción de largometrajes cinematográficos o series audiovisuales de ficción, animación y documental.